# Quadrophenia (película)
Quadrophenia es una película británica de 1979 basada en la ópera rock homónima de 1973, del grupo The Who. El reparto está formado por Phil Daniels interpretando el papel protagonista de un mod llamado Jimmy. Aparecen también Toyah Willcox, Mark Wingett, Leslie Ash, Ray Winstone, Timothy Spall, Phil Davis, Michael Elphick, Kate Williams, Sting, Gary Shail y John Altman. Fue la ópera prima del director Franc Roddam.
En 2004 la revista Total Film catalogó la película como el trigesimoquinto mejor film británico de todos los tiempos.

## Argumento
Corre el año 1964 en Londres, y Jimmy pertenece a una banda de mods, jóvenes impecables que se mueven en sus scooters italianas Vespa o Lambretta y escuchan música Mod. Sus disputas con los rockers —que visten de cuero, llevan grandes motocicletas y escuchan rock and roll—, son continuas. Harto de sus padres y de un trabajo sin futuro en una empresa de publicidad, Jimmy solo encuentra una vía de escape a sus problemas en escuchar música y tomar pastillas "rojas" y "azules" con sus amigos de la banda: Dave, Chalky y Spider. A esto hay que sumar que uno de los supuestos rivales rockers es su viejo amigo de la infancia, Kevin (Ray Winstone). Un puente de tres días proporciona a ambos bandos la excusa para librar una violenta batalla en la ciudad costera de Brighton.
Pero cuando Jimmy es arrestado durante los disturbios de Brighton, su vida empieza una pendiente cuesta abajo. Es multado, expulsado de su casa por su madre tras encontrar ésta una bolsa de "azules" (anfetaminas). Se despide del  trabajo, despilfarra su finiquito en comprar "azules", descubre que su amor, Steph, con quien tuvo una relación fugaz en Brighton, ya no está interesada en él y ahora está con su mejor amigo, Dave. Se pelea con Dave y después su Lambretta queda destrozada en un accidente. Regresa a Brighton intentando recuperar el pasado y descubre que su ídolo, "As de Oros", no es en realidad más que el botones de un hotel. Le roba la Vespa y la lanza al precipicio, donde encontrará un destino incierto.
La película es un reflejo de la Gran Bretaña protopunk pre-thatcheriana, describiendo el narcisismo alimentado con anfetaminas de la juventud británica durante la década de 1960. Otro motivo predominante de la película son las batallas campales entre mods y rockers que, en la vida real, se sucedieron en diversas localidades costeras a lo largo del verano de 1964.

### El final
Al final de la cinta se ve la moto estrellándose contra las rocas. Esto ha originado el debate de si Jimmy se lanzó junto al scooter al vacío o por el contrario lo que hizo fue lanzar solo la scooter. Se trata de una discusión completamente artificial, ya que se ve claramente a Jimmy en lo alto del acantilado en un corte completamente deliberado según cae la scooter al vacío. Toda la película es por tanto una analepsis cuyo final es la primera escena de la película, cuando Jimmy vuelve del acantilado después de despeñar la Vespa de As de Oros. El protagonista lanza simbólicamente por ese precipicio todo el mundo mod, por el progresivo desencanto con los amigos y el estilo de vida de la cultura juvenil.  As de Oros no es lo que parecía y Jimmy descubre que la verdadera razón de ser del mod es un gigante con pies de barro.
En los comentarios del director del DVD, Franc Roddam dice que el final puede ser percibido como ambiguo, ya que muchos espectadores no prestan atención a algunos hechos evidentes por lo que tienen sus propias creencias sobre el destino final de Jimmy. La edición VHS incluye fotos del rodaje, entre ellas un buen número de Jimmy saltando de la scooter cuando ésta se aproxima al borde del acantilado. La foto final lo muestra de pie en el borde del acantilado mirando al mar.

## Respuesta del público
La película tuvo una acogida negativa por la crítica, debido a su carga de sexo, violencia y abuso de las drogas, que en aquel tiempo era algo no demasiado común. Obtuvo una gran reputación a través del boca a boca entre los adolescentes demasiado pequeños para poder ver la película en las salas. Hoy es considerada un clásico de culto y está reconocida como un retrato realista de la juventud británica de la década de 1960. Muchos han alabado la interpretación de Phil Daniels.
Fue una influencia decisiva en el revival mod en cuanto a música y moda, y fue una lanzadera para las carreras de bandas como Secret Affair, The Chords y The Lambrettas, mientras que dio un nuevo impulso a The Jam, previamente considerada como una banda punk. La aparición de Sting también fue beneficiosa para su banda The Police, aunque su música no tenía nada que ver con los gustos mod.

## Banda sonora
La música de la banda sonora de la película Quadrophenia fue originalmente lanzada como Polydor 2635 037 el 6 de octubre de 1979. Alcanzó el lugar #26 en las listas del Reino Unido. Lanzado en los Estados Unidos como Polydor PDP-6235 el 6 de octubre de 1979, alcanzó el lugar #46 en la lista de Billboard.
1. The Who - I Am the Sea
2. The Who - The Real Me
3. The Who - I'm One
4. The Who - 5:15
5. The Who - Love Reign O'er Me
6. The Who - Bell Boy
7. The Who - I've Had Enough
8. The Who - Helpless Dancer
9. The Who - Doctor Jimmy
10. The High Numbers - Zoot Suit
11. Cross Section - Hi Heel Sneakers
12. The Who - Get Out and Stay Out
13. The Who - Four Faces
14. The Who - Joker James
15. The Who - The Punk And the Godfather
16. James Brown - Night Train
17. The Kingsmen - Louie Louie
18. Booker T. & the MG's - Green Onions
19. The Cascades - Rhythm of the Rain
20. The Chiffons - He's So Fine
21. The Ronettes - Be My Baby
22. The Crystals - Da Doo Ron Ron
23. The High Numbers - I'm the Face

## Diferencias con el original
La película no desarrolla el aspecto de la personalidad dividida en cuatro del álbum original, centrándose más en la subtrama de las batallas entre mods y rockers.